# Meniscomorpha albomaculata
Meniscomorpha albomaculata là một loài tò vò trong họ Ichneumonidae.